# Jacob Robert Kantor
Jacob Robert Kantor, född 8 augusti 1888 i Harrisburg, död 1984, var en amerikansk psykolog.
Jacob Robert Kantor blev filosofie doktor i Chicago 1917, lärare vid universitetet i Indiana samma år och var professor där från 1923. Han sysslade särskilt med språk- och socialpsykologi samt psykopatologi. Kantor utgav bland annat Principles of psychology (2 band, 1924–1926), An outline of social psychology (1929), A survey of the Science of psychology (1933) och An objective psychology of grammar (1936).